# Saint-Martin-d'Hardinghem
Saint-Martin-d'Hardinghem és un municipi francès situat al departament del Pas de Calais i a la regió dels Alts de França. L'any 2007 tenia 312 habitants.

## Demografia

### Població
El 2007 la població de fet de Saint-Martin-d'Hardinghem era de 312 persones. Hi havia 114 famílies de les quals 24 eren unipersonals (8 homes vivint sols i 16 dones vivint soles), 49 parelles sense fills, 33 parelles amb fills i 8 famílies monoparentals amb fills.
La població ha evolucionat segons el següent gràfic:
Habitants censats

### Habitatges
El 2007 hi havia 141 habitatges, 120 eren l'habitatge principal de la família, 12 eren segones residències i 9 estaven desocupats. 140 eren cases i 1 era un apartament. Dels 120 habitatges principals, 101 estaven ocupats pels seus propietaris i 18 estaven llogats i ocupats pels llogaters; 1 tenia dues cambres, 10 en tenien tres, 37 en tenien quatre i 72 en tenien cinc o més. 95 habitatges disposaven pel capbaix d'una plaça de pàrquing. A 49 habitatges hi havia un automòbil i a 53 n'hi havia dos o més.

### Piràmide de població
La piràmide de població per edats i sexe el 2009 era:
| Homes | Edats   | Dones |
| ----- | ------- | ----- |
| 0     | 95 o +  | 0     |
| 0     | 90 a 94 | 4     |
| 0     | 85 a 89 | 0     |
| 0     | 80 a 84 | 8     |
| 4     | 75 a 79 | 0     |
| 16    | 70 a 74 | 0     |
| 8     | 65 a 69 | 12    |
| 4     | 60 a 64 | 8     |
| 4     | 55 a 59 | 4     |
| 4     | 50 a 54 | 8     |
| 8     | 45 a 49 | 16    |
| 8     | 40 a 44 | 4     |
| 24    | 35 a 39 | 12    |
| 12    | 30 a 34 | 8     |
| 12    | 25 a 29 | 8     |
| 12    | 20 a 24 | 8     |
| 16    | 15 a 19 | 12    |
| 12    | 10 a 14 | 8     |
| 4     | 5 a 9   | 12    |
| 12    | 0 a 4   | 8     |

## Economia
El 2007 la població en edat de treballar era de 188 persones, 144 eren actives i 44 eren inactives. De les 144 persones actives 132 estaven ocupades (72 homes i 60 dones) i 12 estaven aturades (5 homes i 7 dones). De les 44 persones inactives 15 estaven jubilades, 11 estaven estudiant i 18 estaven classificades com a «altres inactius».

### Ingressos
El 2009 a Saint-Martin-d'Hardinghem hi havia 125 unitats fiscals que integraven 306 persones, la mediana anual d'ingressos fiscals per persona era de 15.322 €.

### Activitats econòmiques
Dels 21 establiments que hi havia el 2007, 1 era d'una empresa extractiva, 1 d'una empresa alimentària, 2 d'empreses de construcció, 6 d'empreses de comerç i reparació d'automòbils, 1 d'una empresa d'hostatgeria i restauració, 1 d'una empresa immobiliària, 4 d'empreses de serveis, 4 d'entitats de l'administració pública i 1 d'una empresa classificada com a «altres activitats de serveis».
Dels 9 establiments de servei als particulars que hi havia el 2009, 2 eren tallers de reparació d'automòbils i de material agrícola, 1 autoescola, 1 guixaire pintor, 4 veterinaris i 1 restaurant.
L'únic establiment comercial que hi havia el 2009 era una fleca.
L'any 2000 a Saint-Martin-d'Hardinghem hi havia 7 explotacions agrícoles.

## Equipaments sanitaris i escolars
El 2009 hi havia una escola elemental integrada dins d'un grup escolar amb les comunes properes formant una escola dispersa.

## Poblacions més properes
El següent diagrama mostra les poblacions més properes.